# Amaranthus californicus
Amaranthus californicus är en amarantväxtart som först beskrevs av Horace Bénédict Alfred Moquin-Tandon, och fick sitt nu gällande namn av Sereno Watson. Amaranthus californicus ingår i släktet amaranter, och familjen amarantväxter. Inga underarter finns listade i Catalogue of Life.

## Bildgalleri

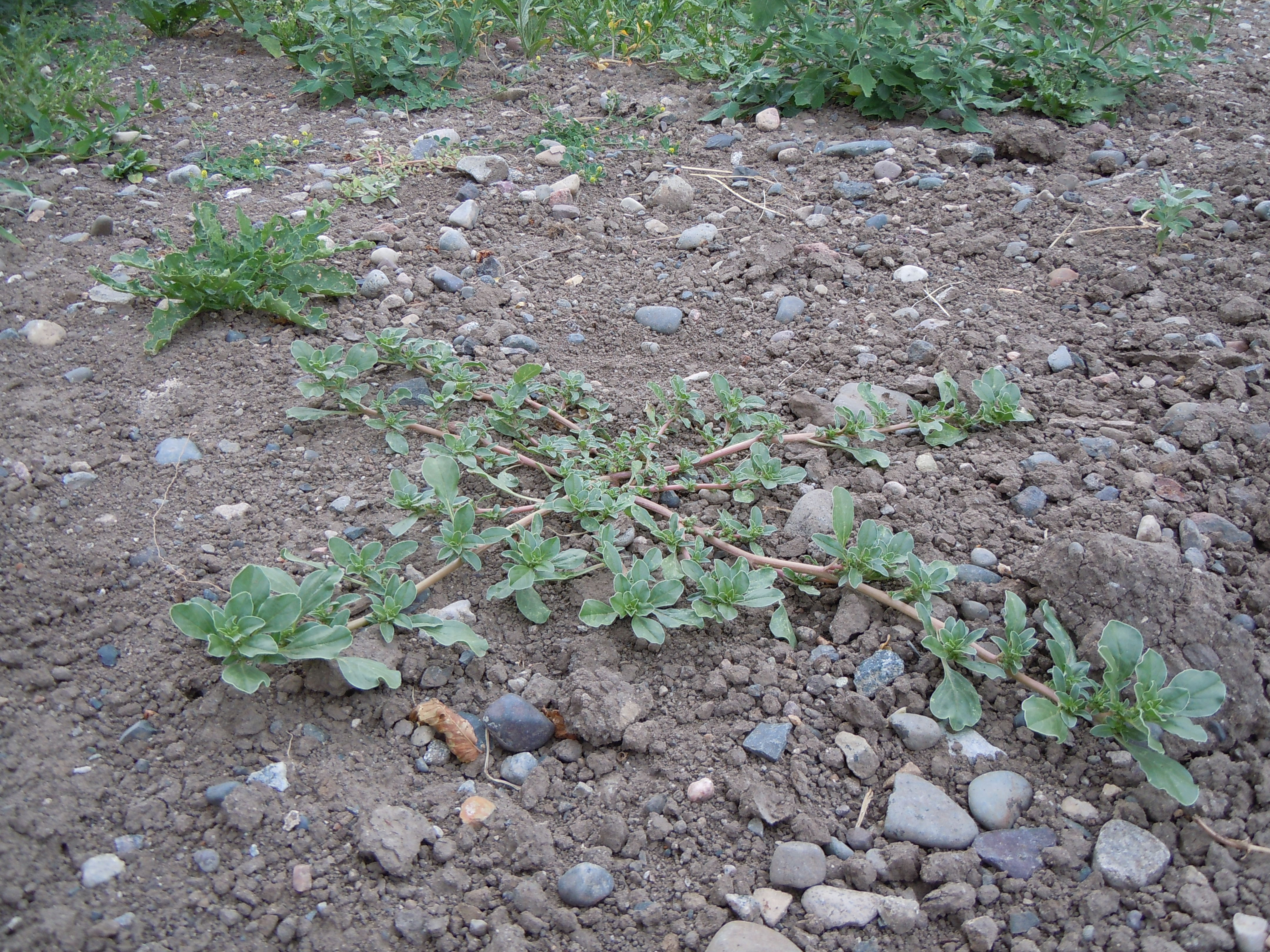
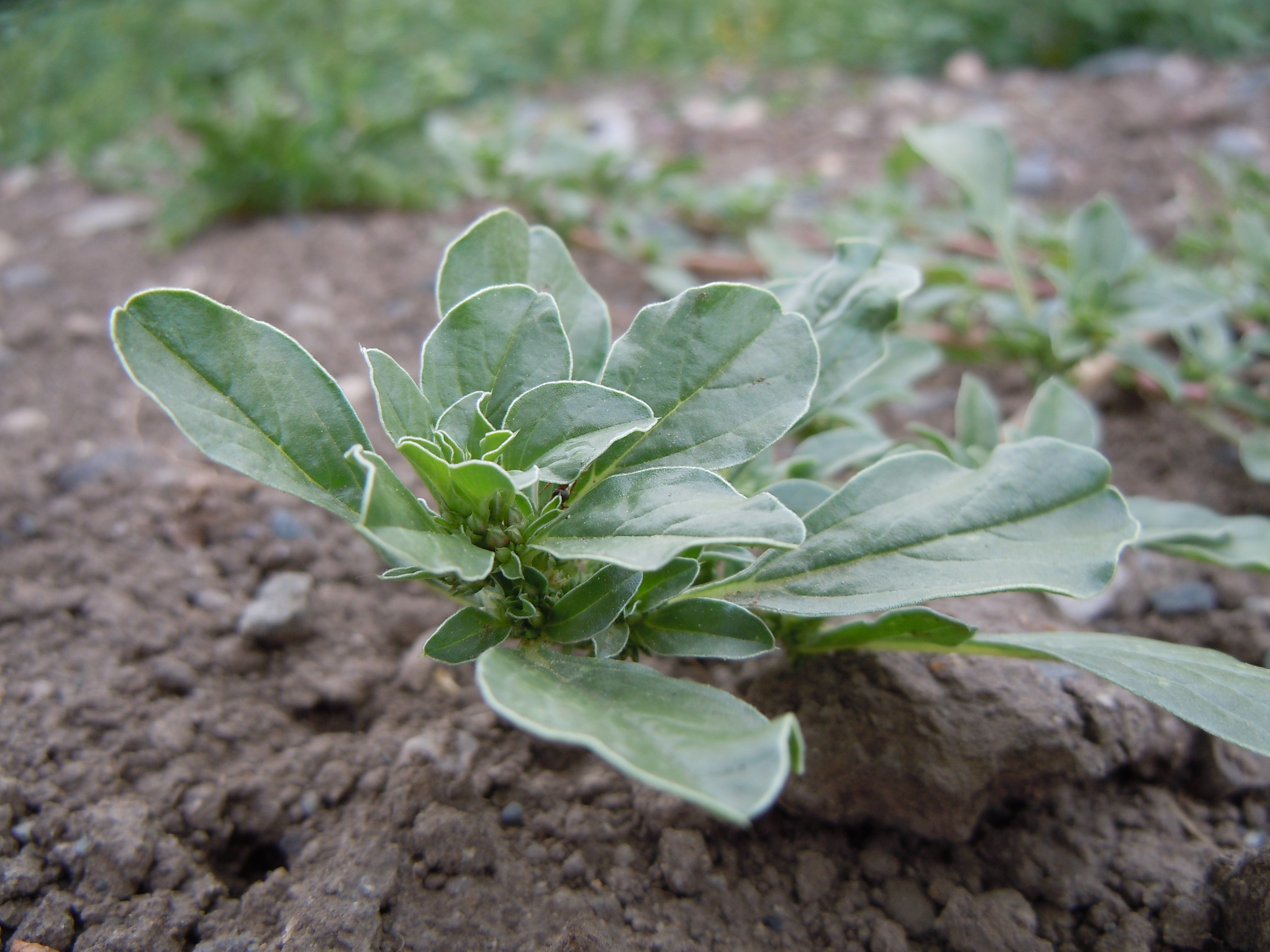
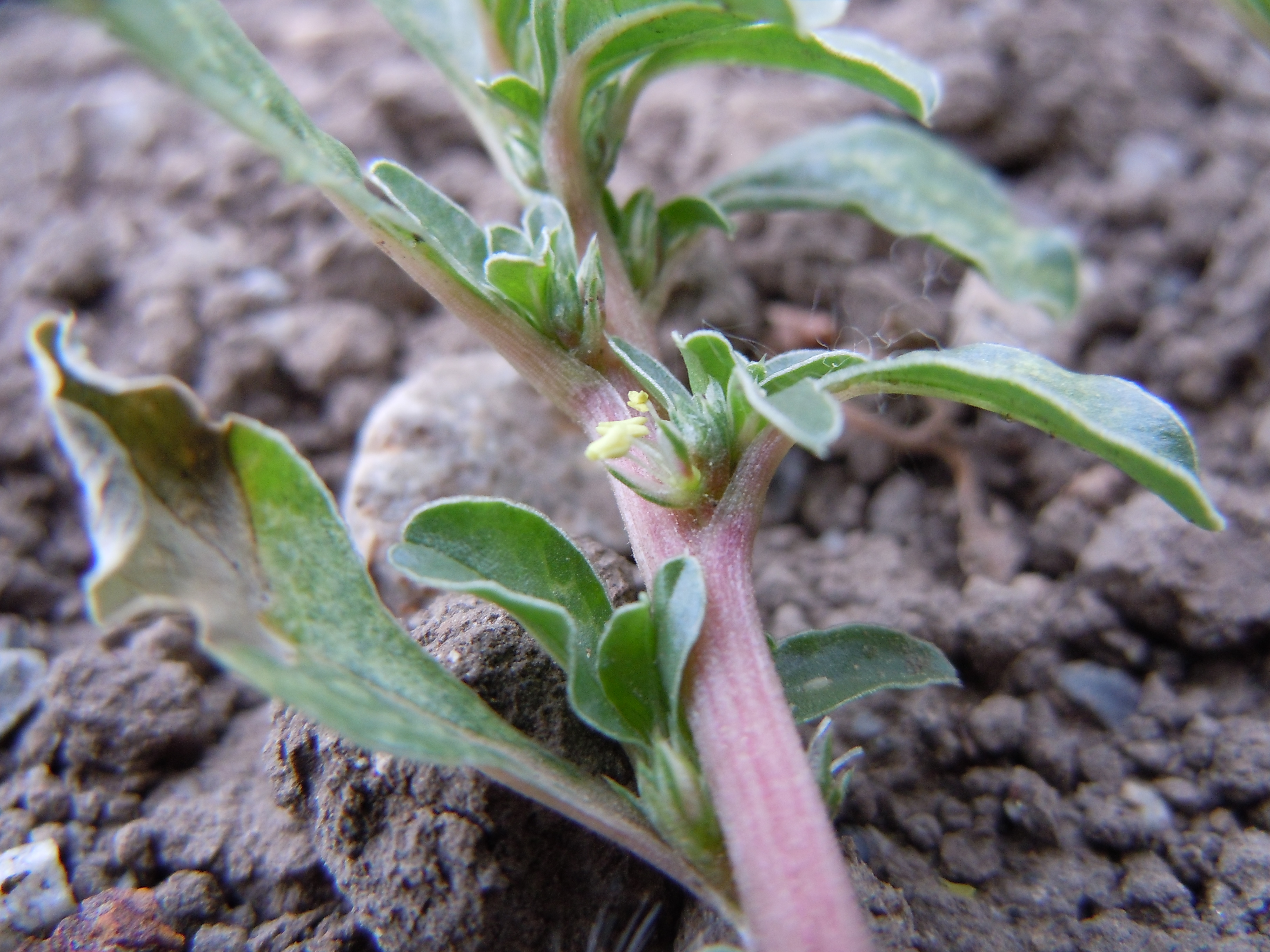
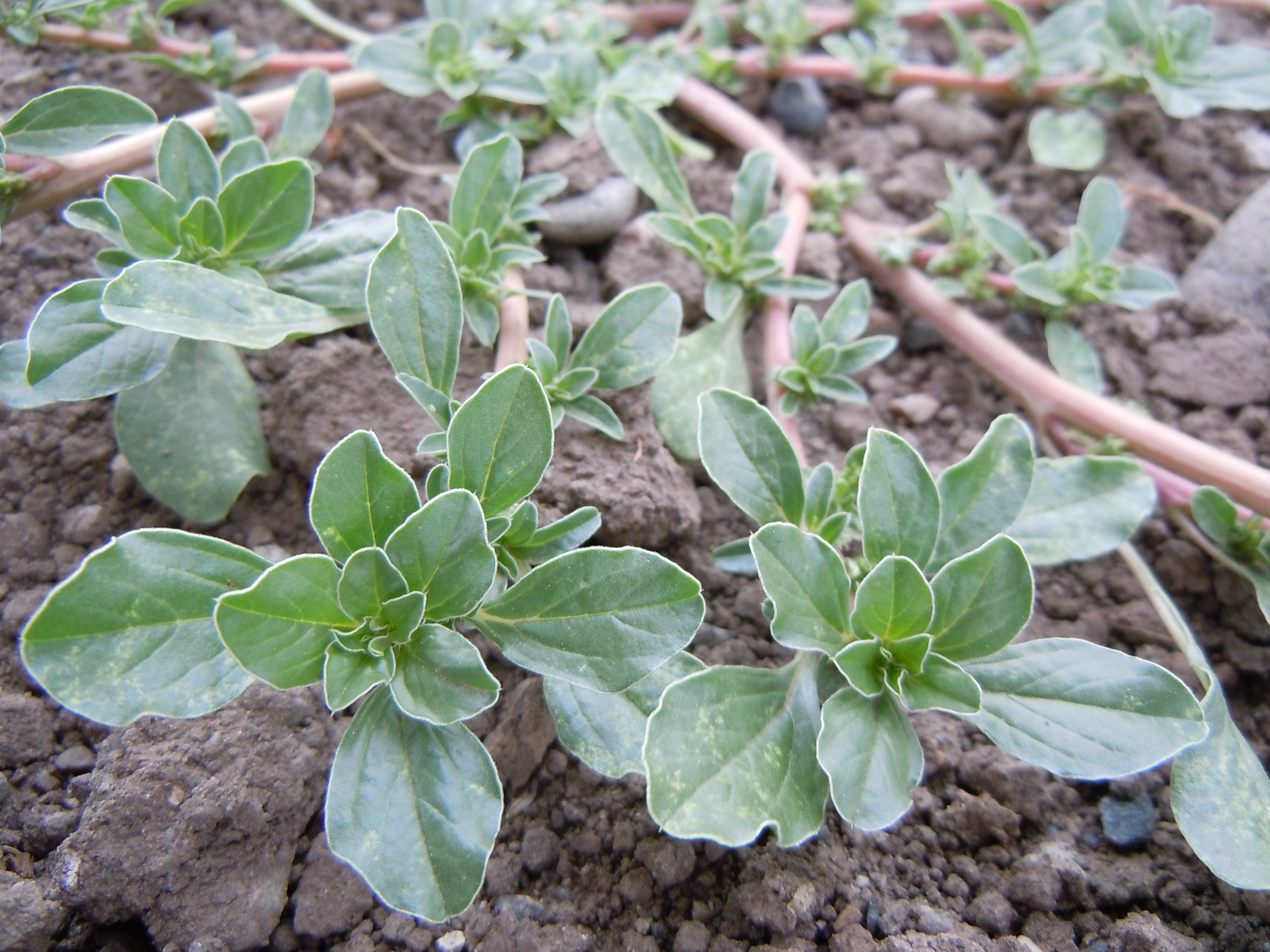
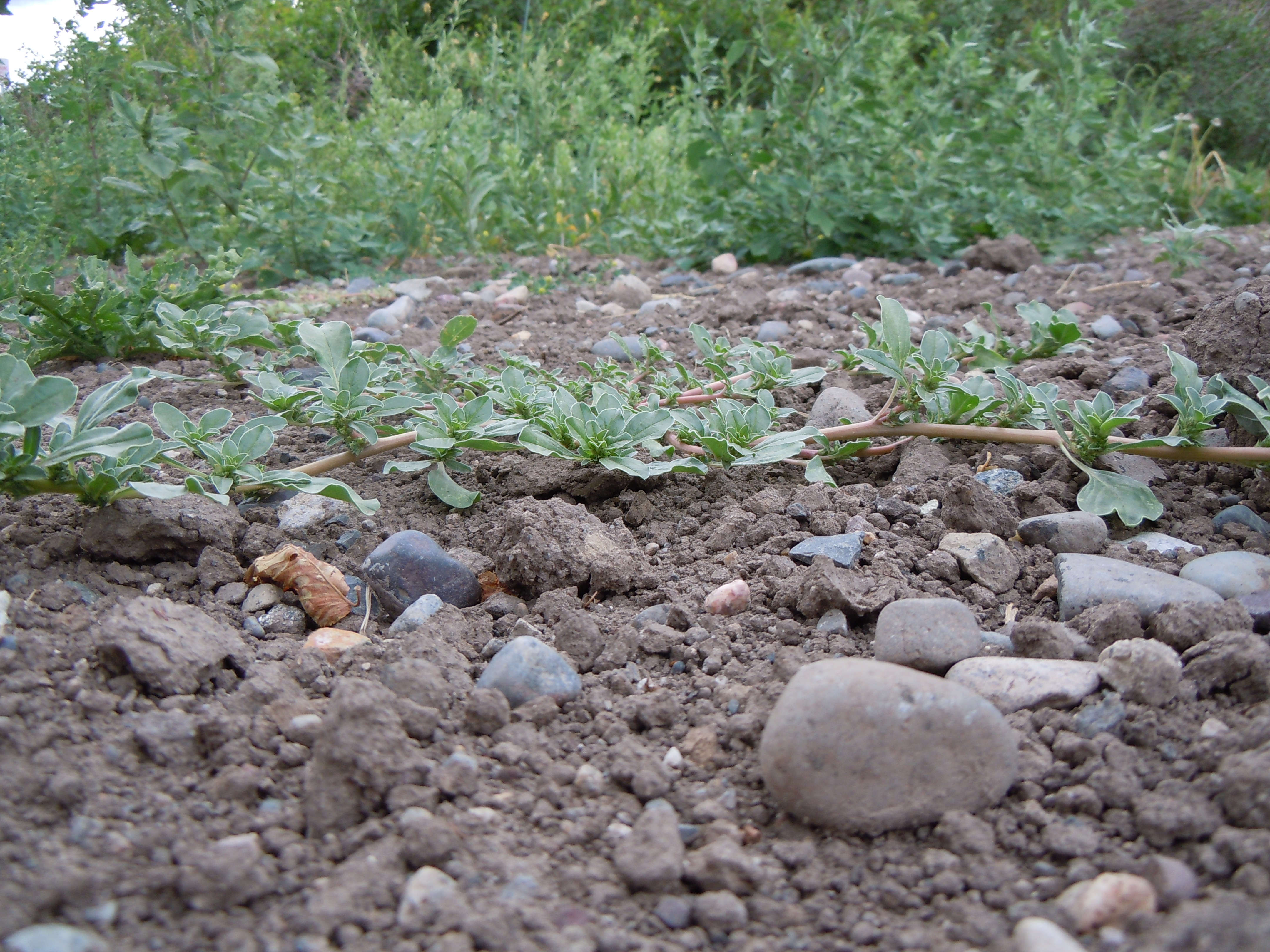
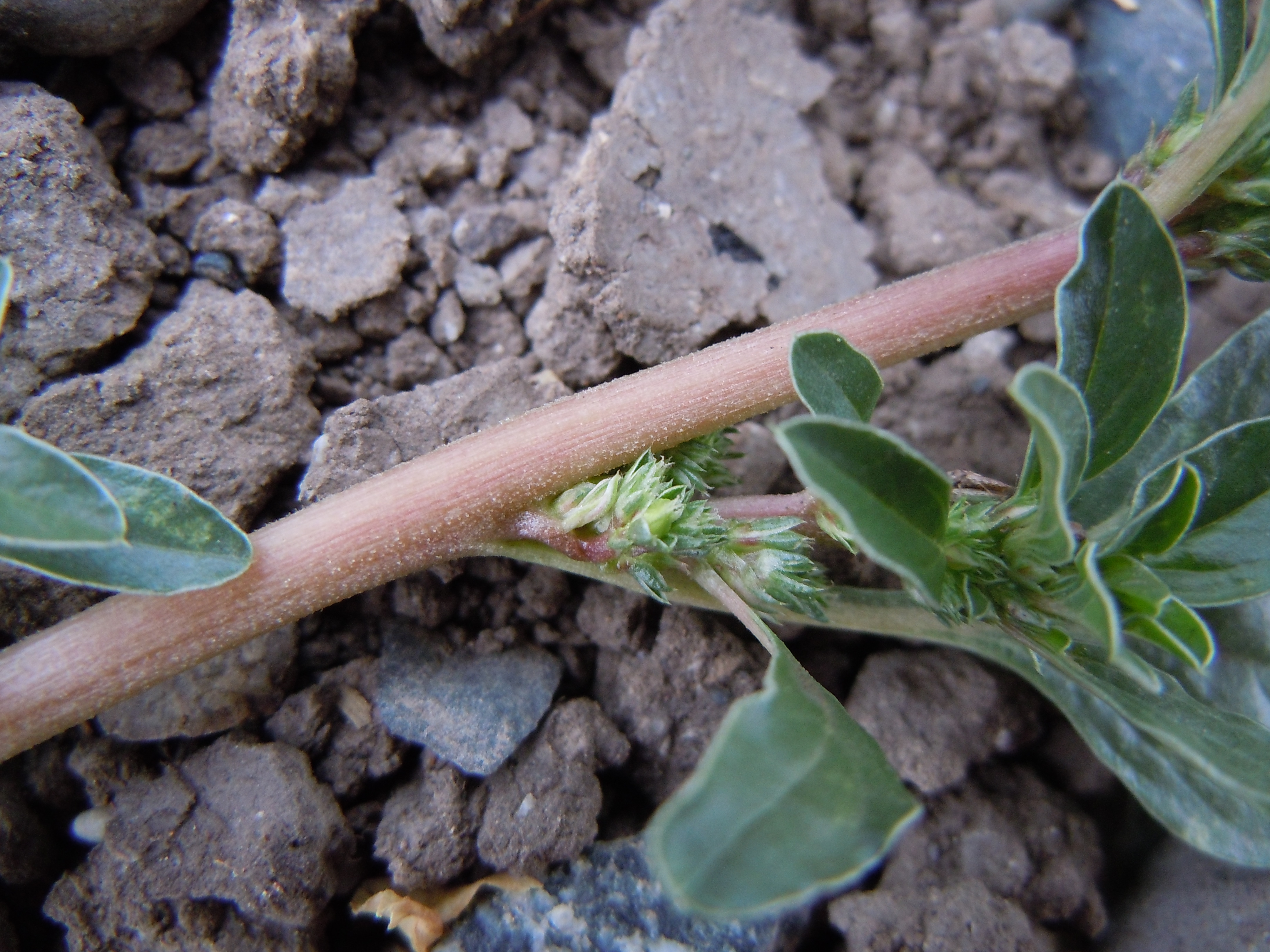